# 小行星7367
小行星7367（7367 Giotto）是一颗绕太阳运转的小行星，为主小行星带小行星。该小行星于1971年3月26日发现。

## 轨道参数
小行星7367的轨道半长轴为3.1921550 UA，离心率为0.125。